# Daniel C. Burbank
Pour les articles homonymes, voir Burbank.
Daniel Christopher Burbank est un astronaute de la NASA. Il est né le 27 juillet 1961 à Manchester, dans le Connecticut (États-Unis).

## Missions
- STS-106 : Atlantis en tant que spécialiste de mission.
- STS-115 : Atlantis en tant que spécialiste de mission.
- Soyouz TMA-22 vol de longue durée pour participer aux expéditions 29 et 30 de l'ISS.

## Divers
Il est opérateur licencié de radioamateur avec le certificat d'opération KC5ZSX. 
Burbank est parti à la retraite en juillet 2018.